# St. John’s International Airport

i7
i11
i13
Der St. John’s International Airport (IATA-Code: YYT, ICAO-Code: CYYT) ist ein Verkehrsflughafen nahe der Stadt St. John’s, Kanada. Er ist Teil des National Airports Systems und befindet sich im Eigentum von Transport Canada. Betrieben wird er von der „St. John’s International Airport Authority“. Während der Betriebszeit des Space Shuttle war der Flughafen ein möglicher Notlandeplatz bei einem Startabbruch.
Da der Platz durch Nav Canada als Airport of Entry klassifiziert ist und dort Beamte der Canada Border Services Agency (CBSA) stationiert sind, ist hier eine Einreise aus dem Ausland zulässig.

## Geschichte
Die Ideen für einen Flughafen nahe der Stadt St. John’s in Neufundland gehen bis ins Jahr 1939 zurück, als nach dem Ausbruch des Zweiten Weltkriegs die Angst in Kanada wuchs, dass deutsche Luftwaffen-Einheiten einmal Flüge bis nach Neufundland durchführen könnten. Als Antwort darauf wurde erwogen, einen Flughafen zu bauen, der als Stützpunkt gegen eine mögliche deutsche Invasion hätte dienen können. Nachdem 1940 eine entsprechende Entscheidung getroffen worden war, begann man 1941 mit dem Bau.
Am 15. Dezember 1941 eröffneten die kanadischen Streitkräfte den Flughafen offiziell als Torbay Airport, nach dem nächstgelegenen Ort. Bereits am 18. Oktober 1941 wurden auf dem Flughafen die ersten Landungen durchgeführt, von drei Boeing B-17 und einer Maschine der kanadischen Streitkräfte; Ende Oktober erfolgte zudem eine Notlandung eines B-24-Bombers, der auf dem Weg von Prestwick in Schottland nach Gander war. Für die restliche Zeit des Krieges diente der Flughafen als Durchgangsstation für amerikanische Kampfflugzeuge auf dem Weg auf den europäischen Kriegsschauplatz, wofür die amerikanischen Streitkräfte Personal dauerhaft auf dem Flughafen stationierten.
Ab dem 1. April 1946 wurde der Flughafen offiziell zivil genutzt, der militärische Teil wurde als Royal Canadian Air Force (RCAF) Station Torbay weiterbetrieben, damit war das Canadian Department of Transport (Verkehrsministerium) für den Betrieb verantwortlich. Kurz vorher, im März 1946, brannte der Kontrollturm ab, bis 1952 arbeiteten die Fluglotsen daher aus einem Provisorium heraus. Aufgrund der Präsenz der amerikanischen Streitkräfte auf dem Platz übernahmen 1953 erneut die kanadischen Streitkräfte die Leitung des Flugplatzes und behielten sie bis zum 1. April 1964. Zu diesem Zeitpunkt wurde die dauerhafte Präsenz von Soldaten und militärischen Einheiten auf dem Flughafen beendet und er wurde erneut unter die Kontrolle des Verkehrsministeriums gestellt. Der Flughafen wurde im gleichen Atemzug in St. Johns International Airport umbenannt.
Um den Komfort zu verbessern, wurde ein altes Terminalgebäude von 1958 im Jahr 1981 durch ein modernes Gebäude ersetzt, bereits 1976 war ein neuer Kontrollturm in Betrieb genommen worden. Während der Zeit vor ungefähr 1990, ab der die meisten Verkehrsflugzeuge ohne Zwischenstopp den Weg von Europa in die Vereinigten Staaten oder Kanada zurücklegen konnten, wurde der Flughafen von den Airlines zum Auftanken benutzt, wenn auch nicht im gleichen Maße wie die umliegenden Flughäfen Gander und Halifax.
Nach eigenen Angaben des Flughafens liegt das Passagieraufkommen aktuell bei etwa 1,4 Millionen pro Jahr, zusätzlich werden etwa 1300 militärische Flugbewegungen abgewickelt.

## Navigationshilfen
Der Flughafen ist mit einem Instrumentenlandesystem für die Landebahnen 11, 16 und 29 ausgerüstet, die Hauptlandebahn 11/29 ist mit einer Hochleistungsanflugbefeuerung des Typs ALSF-2 ausgestattet. Zudem gibt es ein UKW-Drehfunkfeuer (VOR, Kennung YYT) und drei ungerichtete Funkfeuer (NDB, Kennungen NL, YT, ZNF) für Nichtpräzisionsanflüge.